# اختلاف وظيفي
الاختلاف الوظيفي العملية التي تنتقل بها الجينات، بعد تكرار الجينات، التحول في الوظيفة من وظيفة الأجداد. يمكن أن يؤدي الاختلاف الوظيفي إما إلى وظائف فرعية، حيث يتخصص البارالوج في واحدة من العديد من وظائف الأجداد،أو الوظائف الجديدة، حيث تتطور قدرة وظيفية جديدة تماما. ويعتقد أن هذه العملية من الازدواجية الجينية والاختلاف الوظيفي هو المنشئ الرئيسي للجدة الجزيئية وأنتجت العديد من الأسر كبيرة عائلات البروتين الموجودة اليوم.
الاختلاف الوظيفي مجرد نتيجة واحدة محتملة لأحداث تكرار الجينات. تشمل الميزات الأخرى عدم الوظائف حيث يكتسب أحد البارالوجين طفرات ضارة ويصبح جينا زائفا ووظيفيا فائقا (تعزيز)، حيث يحافظ كلا البارالوجين على الوظيفة الأصلية. في حين أن أحداث ازدواجية الجينات أو الكروموسوم أو الجينوم الكامل تعتبر المصادر الأساسية للتباعد الوظيفي للشركاء، يمكن أن يخضع تقويم العظام (الجينات المنحدرة من أحداث الانتواع) أيضا لاختلاف وظيفي ويمكن أن يؤدي نقل الجينات الأفقي أيضا إلى نسخ متعددة من الجين في الجينوم، مما يوفر الفرصة للاختلاف الوظيفي.
العديد من عائلات البروتين المعروفة هي نتيجة لهذه العملية، مثل حدث ازدواجية الجينات القديم الذي أدى إلى اختلاف الهيموغلوبين والميوغلوبين، وأحداث الازدواجية الحديثة التي أدت إلى توسعات الوحدات الفرعية المختلفة (ألفا وبيتا) من الهيموغلوبين الفقاري، أو التوسع في وحدات ألفا بروتين جي.

## أنظر أيضا
- الوظائف الفرعية
- وظيفية جديدة